# خیابان ستارخان

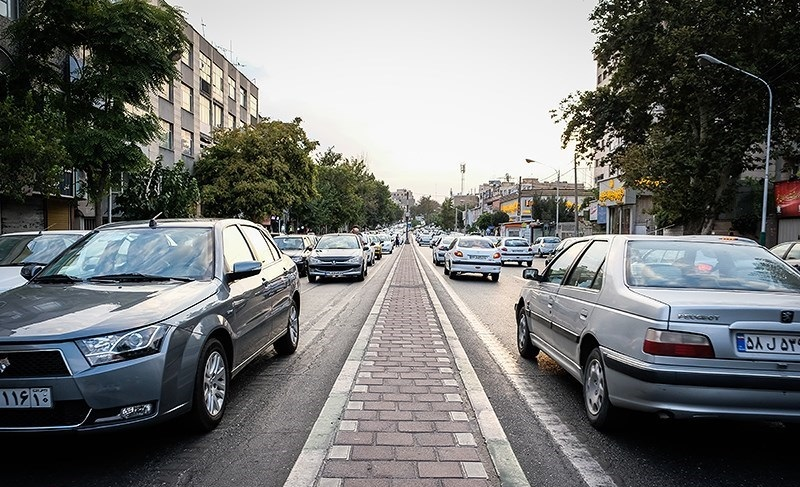
خیابان ستارخان

خیابان ستارخان (نام پیشین: خیابان تاج) یکی از مهمترین خیابان‌های شهر تهران است که تماماً در منطقه ۲ شهرداری تهران قرار گرفته‌است. ستارخان در واقع نام یکی از سرداران جنبش مشروطه ایران است.
این خیابان که پیش از انقلاب اسلامی ایران خیابان تاج نام داشت، از میدان دوم صادقیه (آریاشهر) آغاز شده و پس از گذر از میدان اول صادقیه به تقاطع خیابان خسرو می‌رسد. پس از آن خیابان دو طرفه شده و از زیر پل‌های بزرگراه یادگار امام و پل ستارخان عبور می‌کند تا به سه راه تهران ویلا برسد. پس از آن خیابان باقرخان از آن منشعب می‌شود تا در میدان توحید که در گذشته میدان کندی نام داشت به انتهای خود می‌رسد.
خیابان ستارخان از طریق ایستگاه مترو توحید و ایستگاه مترو مدافعان سلامت و ایستگاه مترو طرشت قابل دسترسی است.
گفته می شود که محله ستارخان در ابتدا جزو باغات طرشت بوده است که چند سال پیش از انقلاب به مرور در آن ساخت و ساز توسط مهاجرین اهل خمین و یزد انجام شد. 